# Ішимбайське міське поселення
Ішимба́йське міське поселення (рос. Ишимбайское городское поселение) — муніципальне утворення у складі Ішимбайського району Башкортостану, Росія. Адміністративний центр та єдиний населений пункт — місто Ішимбай.

## Населення
Населення — 64307 осіб (2019, 66259 в 2010, 70195 в 2002).